# Tarantinaea
Tarantinaea is een geslacht van weekdieren uit de klasse van de Gastropoda (slakken).

## Soort
- Tarantinaea lignaria (Linnaeus, 1758)